# Güiro

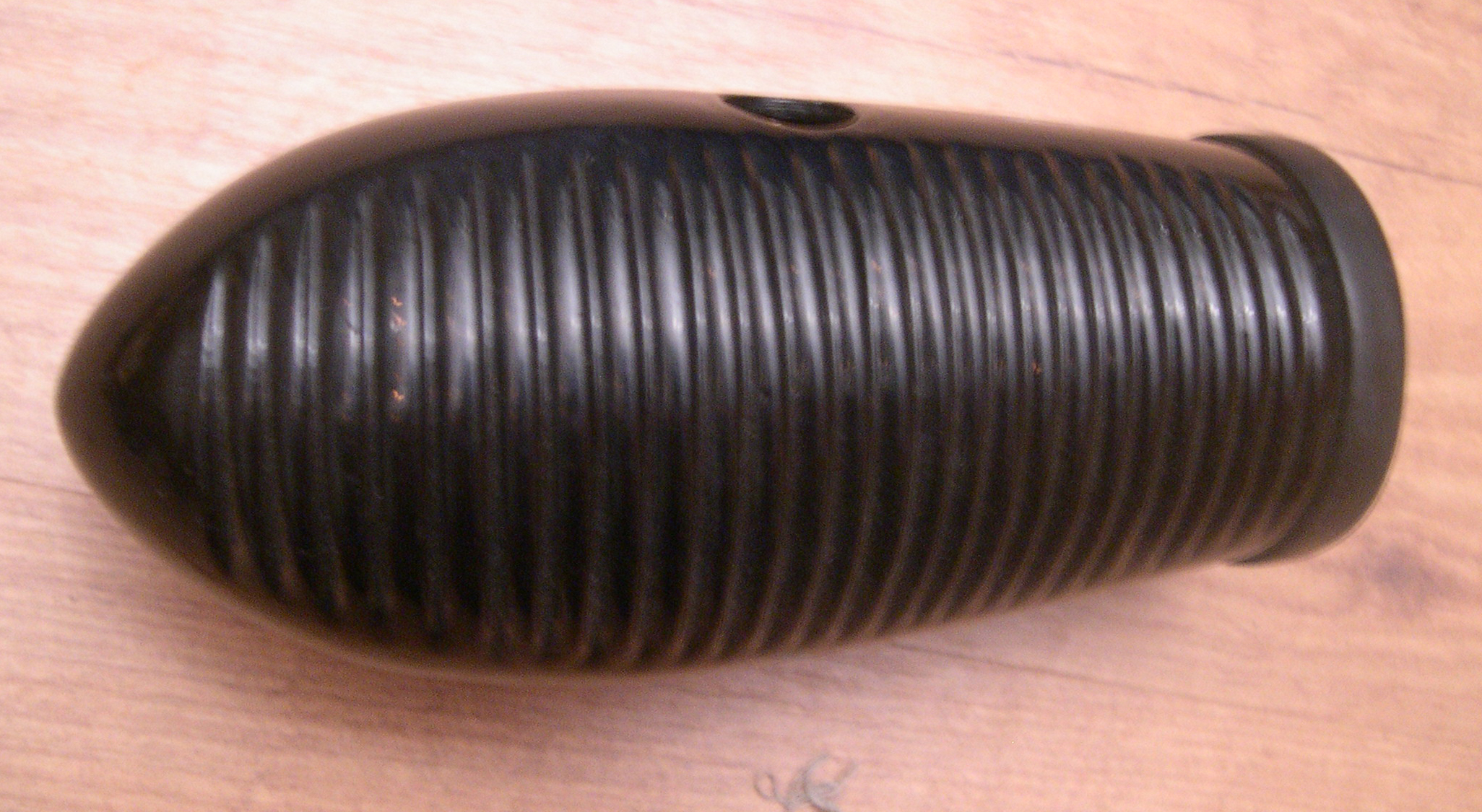
Güiro aus Fiberglas

Der Güiro oder Guiro [gesprochen guˈi:ʁo] (spanisch; „Flaschenkürbis“,  „Ratschgurke“ oder „Fisch“, „Gurke“) ist ein etwa 30 bis 40 cm langes, hohles und mit einem länglichen Schlitz versehenes Schrapgefäß mit Kerben auf der Oberseite, über die mit einem Stäbchen gerieben wird. Der in einigen Musikstilen Mittelamerikas verbreitete Güiro wird als Rhythmusinstrument und Perkussionsinstrument verwendet.

## Aufbau und Funktion
Ursprünglich wurde der Güiro aus einer ausgehöhlten Kalebasse hergestellt. Heute wird er gewöhnlich aus Holz gefertigt, in einer modernen Ausführung auch aus Fiberglas. Eine ähnliche Form wird aus Metall gefertigt und wird auch wegen seiner Form „Torpedo“ genannt.
Der Güiro wird mit einem etwa 12 bis 15 cm langen, konisch zugeschnittenen Holzstab, aber auch einem Stachel eines Stachelschweins, einem Metallkamm oder -besen gespielt. Das größere konische Stück liegt dabei in der Hand. Zur Färbung des Klangs wird der Holzstab vom dicken zum dünnen Ende hin auf der geriffelten Oberfläche von oben nach unten oder umgekehrt rhythmisch gespielt.
Der Güiro wird besonders in der kubanischen Musik und darüber hinaus in der internationalen Popmusik gebraucht. Er hat auch Einzug ins Orchester gefunden und wird z. B. in Le sacre du printemps verwendet.

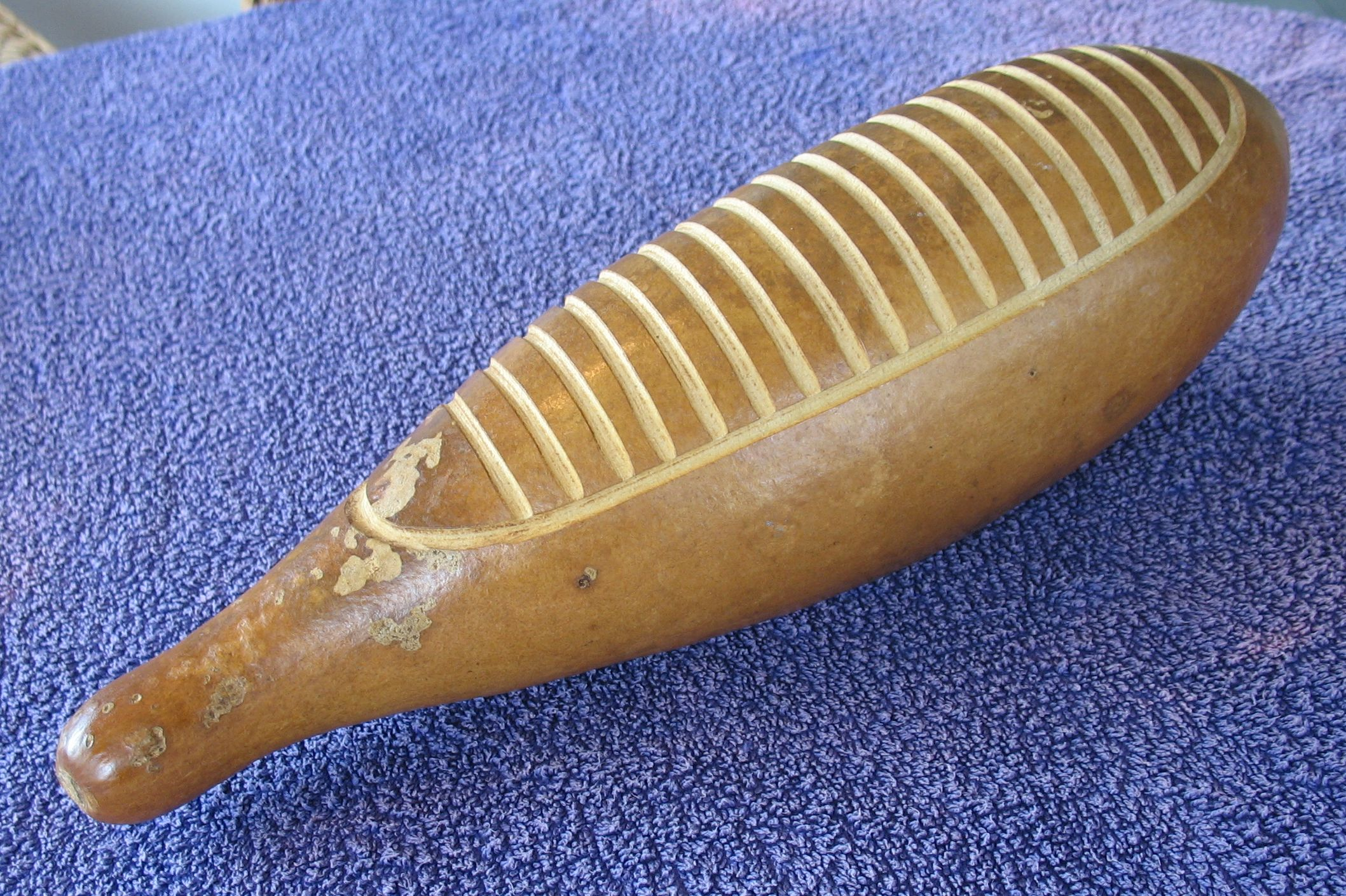
Ein Güiro aus Kuba
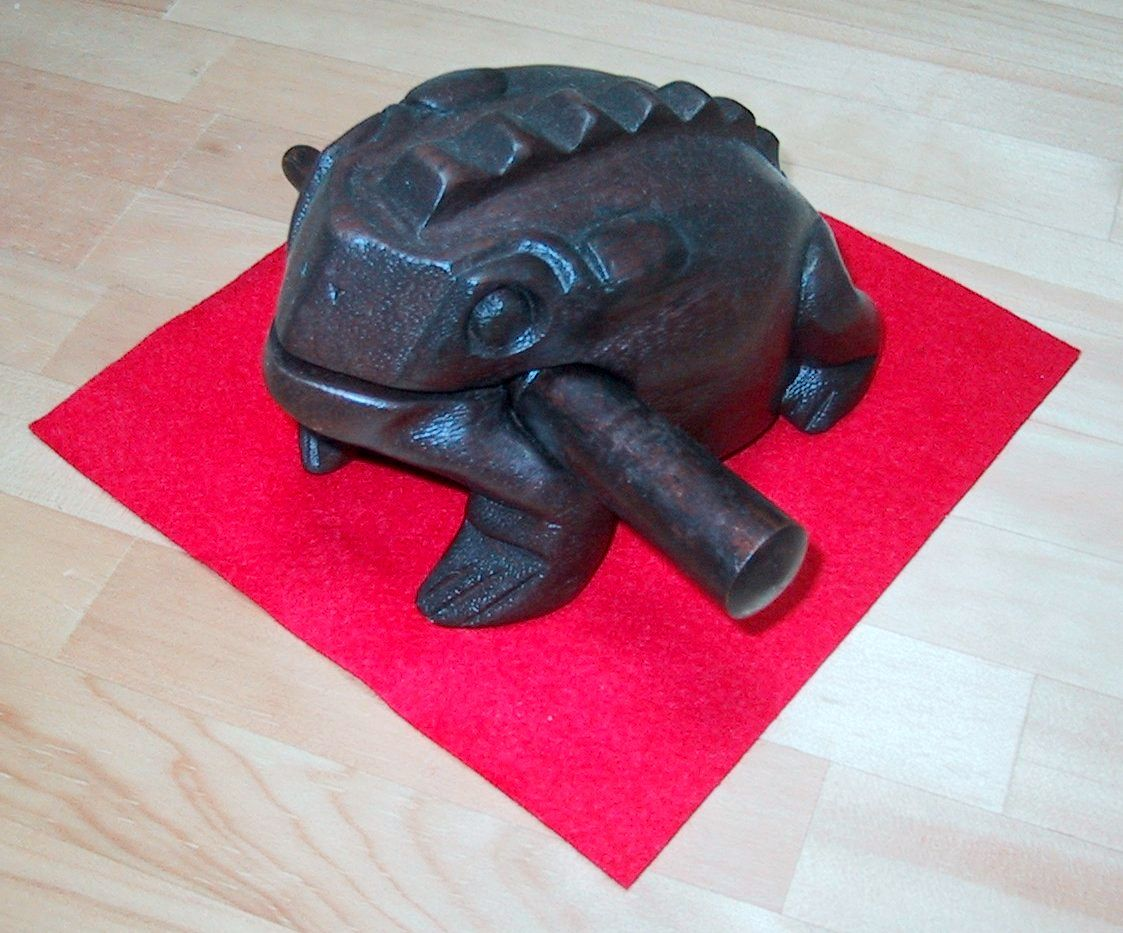
Ebenfalls ein Schrapgefäß: der Klangfrosch

## Verwandte Instrumente
Die Güira ist ein dem Güiro verwandtes Instrument, das in der dominikanischen Musik, vor allem in der Merengue, eine ebenso große Rolle spielt wie der Güiro für die kubanische Musik. Im Unterschied zum Güiro wird sie aus Metall gefertigt. Ebenfalls oft mit dem Güiro verwechselt (bzw. sogar als solcher bezeichnet), wird der aus Ostasien stammende Klangfrosch, ähnlich den Templeblocks, dagegen aus einem kompakten Stück Holz gefertigt.
Güiro de joba oder jícara de jobá heißt in Kuba und Haiti eine mit zwei Stöcken geschlagene Kalebassen-Wassertrommel, die bei Begräbnisritualen verwendet wird.